# Szocsho-ku
Szocsho-ku (hangul:  서초구, handzsa:  瑞草區, RR: Seocho-gu) Szöul 25 kerületének egyike, terület szerint a legnagyobb. Itt található a Samsung Town, a Samsung vállalati központja.

## Tongok(Dongok)
- Csamvon-tong (Jamwon-dong) (잠원동, 蠶院洞)
- Jangdzse-tong (Yangjae-dong) (양재동, 良才洞)
  - Umjon-tong (Umyeon-dong) (우면동, 牛眠洞)
  - Vondzsi-tong (Wonji-dong) (원지동, 院趾洞)
- Negok-tong (Naegok-dong) (내곡동, 內谷洞)
  - Jomgok-tong (Yeomgok-dong) (염곡동, 廉谷洞)
  - Sinvon-tong (Sinwon-dong) (신원동, 新院洞)
- Panpho-tong (Banpo-dong) (반포동, 盤浦洞)
- Pangbe-tong (Bangbae-dong) (방배동, 方背洞)
- Szocsho-tong (Seocho-dong) (서초동, 瑞草洞)